# CFDI
El CFDI (Comprobante Fiscal Digital por Internet) en México es un documento XML que cumple con la especificación proporcionada por el SAT (Servicio de Administración Tributaria). Cada CFDI tiene registrado un identificador exclusivo establecido por un Proveedor Autorizado de Certificación que lo legitima como exclusivo ante la Administración Tributaria.
Este documento contiene los siguientes elementos destacables:
- Un nodo principal cfdi: Comprobante, que contiene la información del comprobante fiscal (Factura Electrónica).
- Un nodo secundario cfdi: Emisor que indica la información del Emisor de la factura.
- Un nodo secundario cfdi: Receptor que indica quien recibe la factura.
- Un nodo secundario cfdi: Conceptos, que contiene el detalle de la factura.
- Un nodo cfdi: Complemento que contiene un nodo tfd: TimbreFiscalDigital el cual es el sello proporcionado por el PCCFDI autorizado ante el SAT.

## Nodo Comprobante
El nodo comprobante contiene información general de la factura, como el subtotal, el total la moneda en que está expresada, la forma de pago, la versión del documento CFDI (actualmente 4.0 Última actualización 26/04/2022) y la fecha. También contiene información de identificación como el número de certificado y el sello de la empresa, o los datos opcionales de serie y folio que algunas empresas usan para mantener en relación con su sistema contable .

## Nodo Emisor
El nodo emisor contiene los datos de RFC y domicilio de la persona física o moral que emite la factura.

## Nodo Receptor
El nodo receptor contiene los datos de RFC y domicilio de la persona física o moral que recibe la factura. Desde el año 2016 solamente es obligatorio el RFC, el resto de los datos son opcionales para el nodo receptor.

## Cambio a la versión 3.3
En el Anexo 20 de la Resolución Miscelánea Fiscal para el 2017, se define la nueva versión de CFDI. El 1 de julio de 2017 entró en vigor la versión 3.3 de la factura, no obstante, se podrá continuar emitiendo facturas en la versión 3.2 hasta el 31 de diciembre; a partir del 1 de enero, la única versión válida será la versión 3.3.
En esta versión existen varios cambios, pero fundamentalmente se incluyen una gran cantidad de validaciones nuevas, por lo cual se espera que muchas facturas electrónicas que antes pasaban como válidas, ahora sean rechazadas por enviar información errónea, y deban ser reemitidas.
En particular, se usan muchos catálogos, con lo cual el emisor debe asegurar de tomar los valores de esos catálogos, o causarán error.
Se estima que esto representará un esfuerzo de desarrollo no solamente para los PCCFDI, sino para cada contribuyente que deba generar las facturas desde sistemas propios como los ERP.

## Cambio a la versión 4.0
La versión 4.0 del Comprobante Fiscal Digital por Internet (CFDI) entró en vigor el 1 de enero de 2022, aunque el Servicio de Administración Tributaria (SAT) otorgó una prórroga para su implementación hasta el 31 de marzo de 2023. Esta nueva versión presenta diversas actualizaciones y mejoras en comparación con la versión 3.3, enfocándose en aumentar la precisión, la seguridad, y la eficiencia en el proceso de facturación electrónica en México.
Entre las principales novedades de la versión 4.0 se encuentran: el complemento de pago, que permite registrar pagos realizados en diferentes momentos; nuevos campos de descripción, que proporcionan mayor detalle sobre los productos y servicios involucrados en las transacciones comerciales; un esquema de cancelación más riguroso; mejoras en la validación de información, que reducen el riesgo de errores o inconsistencias; y medidas adicionales de seguridad, como códigos QR y sellos digitales con tecnología de criptografía avanzada.
Además, se ha desarrollado una guía de llenado de CFDI 4.0 para facilitar a los contribuyentes la correcta emisión de comprobantes fiscales digitales, siguiendo las definiciones del estándar tecnológico del Anexo 20 y las disposiciones jurídicas vigentes aplicables. 
En resumen, la versión 4.0 del CFDI representa una evolución significativa en la emisión de comprobantes fiscales digitales en México, ofreciendo mayor precisión, seguridad y eficiencia en el proceso de facturación electrónica, así como una mayor claridad y transparencia en la información fiscal.